# Ave (album)
Ave (zapis stylizowany: AVE)  – studyjny album Mirosława Czyżykiewicza, wydany 10 lipca 1999 nakładem wytwórni Pomaton EMI.
Płytę nagrano w październiku 1997 w Muzycznym Studiu Polskiego Radia im. Agnieszki Osieckiej. W dniu wydania płyty, w tym samym miejscu odbył się koncert ją promujący. Koncert zapowiadał Janusz Deblessem.

## Lista utworów
Na album złożyły się wiersze Mirosława Czyżykiewicza, Josifa Brodskiego, Thomasa Hardy'ego i Konstantego Ildefonsa Gałczyńskiego. Autorem muzyki i aranżacji wszystkich utworów jest Mirosław Czyżykiewicz.
| 01 . | „Tańcz ! - Parlando”                                                                | 6:52    |
|      |                                                                                     |         |
| 02 . | „Jazzz...”                                                                          | 5:32    |
|      |                                                                                     |         |
| 03 . | „Gdy wiatr i deszcz (Bieg lat)” słowa: Thomas Hardy / przekład: Stanisław Barańczak | 4:38    |
|      |                                                                                     |         |
| 04 . | „Sam na sam”                                                                        | 4:12    |
|      |                                                                                     |         |
| 05 . | „Mijanie i trwanie” słowa: Thomas Hardy / przekład: Stanisław Barańczak             | 4:44    |
|      |                                                                                     |         |
| 06 . | „Część mowy” (fragmenty) słowa: Josif Brodski / przekład: Stanisław Barańczak       | 3:33    |
|      |                                                                                     |         |
| 07 . | „Program dnia”                                                                      | 5:15    |
|      |                                                                                     |         |
| 08 . | „Pielgrzymi” słowa: Josif Brodski / przekład: Katarzyna Krzyżewska                  | 4:06    |
|      |                                                                                     |         |
| 09 . | „W stylu Horacego” słowa: Josif Brodski / przekład: Stanisław Barańczak             | 3:45    |
|      |                                                                                     |         |
| 10 . | „Piosenka o Bośni (Giną ludzie)” słowa: Josif Brodski / przekład: Roman Kołakowski  | 2:22    |
|      |                                                                                     |         |
| 11 . | „Płacz po Izoldzie (Szkoda, że...)” słowa: Konstanty Ildefons Gałczyński            | 3:16    |
|      |                                                                                     |         |
| 12 . | „Piosenka z pieprzykiem”                                                            | 3:13    |
|      |                                                                                     |         |
| 13 . | „Kocham...”                                                                         | 3:47    |
|      |                                                                                     |         |
| 14 . | „Ave (Inspira)”                                                                     | 4:28    |
|      |                                                                                     |         |
| 15 . | „Tańcz!” (wersja instrumentalna)                                                    | 6:53    |
|      |                                                                                     |         |
|      |                                                                                     | 1:06:36 |
|      |                                                                                     |         |

## Personel
- produkcja muzyczna: Mirosław Czyżykiewicz i Tadeusz Mieczkowski
- reżyseria dźwięku i mastering: Tadeusz Mieczkowski
- kierownictwo muzyczne: Hadrian Filip Tabęcki
- redaktor nagrań - Elżbieta Pobiedzińska[7] (wymieniona w podziękowaniach)

skład:
- Mirosław Czyżykiewicz – śpiew, gitara Teryksa[7], bas (w utworze „Kocham”)[7], programowanie
- Hadrian Filip Tabęcki – fortepian, chórek
- Margaret Ślizowska – chórki
- Marek Surzyn – perkusja
- Jerzy Stelmaszczuk – gitara basowa
- Adam Cegielski – kontrabas
- Jerzy Suchocki – programowanie basu i instrumentów perkusyjnych
- Kwartet Podlaski – smyczki
- Sebastian Aleksandrowicz – obój
- Maciej Kostrzewa – waltornia
- Michał Ostaszewski-Ostoja – trąbka
- Marek Stachewicz – puzon

szata graficzna:
- Witold Michoń – foto i projekt graficzny

## Ciekawostki
Oryginalny tekst piosenki „Ave (Inspira)” został przekazany w 2017 roku na licytację na rzecz Stowarzyszenia Integracji z artystami Niepełnosprawnymi „Dom Muzyki”  budującego we wsi Ruda (gmina Dębe Wielkie, powiat Miński) Pierwszy Integracyjny Dom Pracy Twórczej w Europie (Domu Muzyki o charakterze Domu Pracy Twórczej).